# Marché de Noël de Nuremberg
Le marché de Noël de Nuremberg (en allemand : Christkindlesmarkt) est un marché de Noël traditionnel touristique de Nuremberg, en Allemagne.
Il a lieu tous les ans sur le parvis de l'église Notre-Dame de Nuremberg et est réputé comme l'un des plus célèbres du pays avec une fréquentation annuelle d'environ deux millions de personnes.
Il commence le vendredi précédant le premier dimanche de l'avent et se termine toujours le 24 décembre. Ses origines exactes ne sont pas connues ; la plus ancienne mention qui en est faite est sur le fond d'une boîte en bois qui mentionne le marché de 1628.